# Jamesioideae
Die Jamesioideae sind eine Unterfamilie aus der Familie der Hortensiengewächse (Hydrangeaceae). Sie enthält zwei Gattungen mit, je nach Autor, vier bis sechs Arten.

## Beschreibung
Alle Arten der Jamesioideae sind Sträucher. Unfruchtbare Blüten fehlen generell. Die Blütenhülle ist vier- bis fünfzählig, die Kronblätter liegen dachziegelartig (imbricat) übereinander. Das Androeceum ist diplostemon, es finden sich drei bis fünf Fruchtblätter. Die Früchte sind Kapseln, je Fach enthalten sie weniger als sechs Samen.

## Verbreitung
Die Arten der hier enthaltenen Gattungen finden sich von den südlichen USA bis ins südwestliche Mexiko.

## Systematik
Die erst 2001 von Larry Hufford erstbeschriebene Unterfamilie enthält nur zwei Gattungen mit sehr wenigen Arten. Typusgattung ist Jamesia.
- Unterfamilie Jamesioideae L. Hufford:
  - Jamesia Torr. & A. Gray
  - Fendlera Engelmann & A. Gray

## Nachweise
- L. Hufford: Hydrangeaceae. In: Klaus Kubitzki (Hrsg.): The Families and Genera of Vascular Plants, Volume VI, Flowering Plants – Dicotyledons – Celastrales, Oxalidales, Rosales, Cornales, Ericales, 2004, S. 213, ISBN 978-3-540-06512-8